# Сліпе правосуддя
«Сліпе правосуддя» (англ. Blind Justice) — американський телевізійний вестерн 1994 року.

## Сюжет
Кенан осліпнув під час громадянської війни в США. Тепер він направляється до мексиканського кордону, щоб передати прийомній сім'ї дитину, життя якої він присягнувся захищати. Неподалік від кордону Кенан стає свідком нападу бандитів на американських військових, які супроводжують вантаж срібла. З деяким небажанням він все ж вирішує допомогти солдатам.

## У ролях
| Актор                  | Роль             |
| ---------------------- | ---------------- |
| Арманд Ассанте         | Кенан            |
| Елізабет Шу            | Керолайн         |
| Роберт Даві            | Елкран           |
| Адам Болдвін           | сержант Гастінгс |
| Ієн Мак-Елгінні        | Отець Мелоун     |
| Денні Нуччі            | Роберто          |
| М. К. Гейні            | Бик              |
| Тітус Веллівер         | Самнер           |
| Джек Блек              | рядовий          |
| Майкл О'Ніл            | Спенсер Гейман   |
| Дуглас Робертс         | капітан Теллер   |
| Гері Сервантес         | Луїс             |
| Джессі Дебсон          | рядовий Вілкокс  |
| Стентон Девіс          | офіцер           |
| Джиммі Герман          | Шаман            |
| Клейтон Ленді          | Ерні Фаулер      |
| Джеймс Оскар Лі        | Б'ючемп          |
| Деніел О'Хако          | скаут            |
| Джефф О'Хако           | Вато             |
| Джон Пеннелл           | молодий солдат   |
| Джейсон Рейнс-Родрігес | Гектор           |
| Рік Сан Ніколас        | Ремік            |
| Форро Дж. Сміт         | Койот            |